# Spazzola per conigli
Spazzola per conigli (Hare Brush) è un film del 1955 diretto da Friz Freleng. È un cortometraggio animato della serie Merrie Melodies, prodotto dalla Warner Bros. e uscito negli Stati Uniti il 7 maggio 1955. I protagonisti del cartone animato sono Bugs Bunny e Taddeo.